# Phelotrupes zhangi
Phelotrupes zhangi är en skalbaggsart som beskrevs av Ochi, Kon och Bai 2010. Phelotrupes zhangi ingår i släktet Phelotrupes och familjen tordyvlar. Inga underarter finns listade i Catalogue of Life.